# Rumunia na Letnich Igrzyskach Olimpijskich 2012
Rumunię na Letnich Igrzyskach Olimpijskich 2012 reprezentowało 104 zawodników: 54 mężczyzn i 50 kobiety. Był to 21 start reprezentacji Rumunii na letnich igrzyskach olimpijskich.

## Zdobyte medale
| Medal  | Zawodnik                                                                                        | Dyscyplina           | Konkurencja                        | Rezultat                                          |
| ------ | ----------------------------------------------------------------------------------------------- | -------------------- | ---------------------------------- | ------------------------------------------------- |
| Złoto  | Sandra Izbașa                                                                                   | Gimnastyka           | skoki kobiet                       | 15,191 pkt                                        |
| Złoto  | Alin George Moldoveanu                                                                          | Strzelectwo          | karabin pneumatyczny 10 m mężczyzn | 702,1 pkt                                         |
| Srebro | Catalina Ponor                                                                                  | Gimnastyka sportowa  | ćwiczenia wolne kobiet             | 15,200 pkt                                        |
| Srebro | Alina Alexandra Dumitru                                                                         | Judo                 | waga do 48 kg kobiet               | w finałowej walce uległa Brazylijce Sarze Menezes |
| Srebro | Corina Caprioriu                                                                                | Judo                 | waga do 57 kg kobiet               | w finałowej walce uległa Japonce Kaori Matsumoto  |
| Srebro | Roxana Cocoș                                                                                    | Podnoszenie ciężarów | waga do 69 kg kobiet               | 256 kg                                            |
| Srebro | Tiberiu Dolniceanu, Rareș Dumitrescu, Alexandru Sirițeanu, Florin Zalomir                       | Szermierka           | szabla drużynowo mężczyzn          | w finale ulegli zespołowi Korei Południowej 26:45 |
| Brąz   | Diana Laura Bulimar, Diana Maria Chelaru, Larisa Andrea Iordache, Sandra Izbașa, Catalina Ponor | Gimnastyka sportowa  | wielobój drużynowy kobiet          | 176,414 pkt                                       |
| Brąz   | Răzvan Constantin Martin                                                                        | Podnoszenie ciężarów | waga do 69 kg mężczyzn             | 332 kg                                            |

## Skład kadry

### Boks
Mężczyźni
| Zawodnik        | Konkurencja | 1/16             | 1/8                | Ćwierćfinał      | Półfinał         | Finał            | Finał   |
| Zawodnik        | Konkurencja | Przeciwnik Wynik | Przeciwnik Wynik   | Przeciwnik Wynik | Przeciwnik Wynik | Przeciwnik Wynik | Miejsce |
| --------------- | ----------- | ---------------- | ------------------ | ---------------- | ---------------- | ---------------- | ------- |
| Bogdan Juratoni | 75 kg       |                  | Abbos Atoyev 10-12 | → Nie awansował  | → Nie awansował  | → Nie awansował  | 9.      |

Kobiety
| Zawodnik        | Konkurencja | 1/8              | Ćwierćfinał      | Półfinał         | Finał            | Finał   |
| Zawodnik        | Konkurencja | Przeciwnik Wynik | Przeciwnik Wynik | Przeciwnik Wynik | Przeciwnik Wynik | Miejsce |
| --------------- | ----------- | ---------------- | ---------------- | ---------------- | ---------------- | ------- |
| Mihaela Lăcătuș | 60 kg       | Dong Cheng 5-10  | → Nie awansowała | → Nie awansowała | → Nie awansowała | 9.      |

### Gimnastyka
Mężczyźni
| Zawodnik               | Konkurencje            | Konkurencje            | Konkurencje     | Konkurencje     | Konkurencje                 | Konkurencje                 | Konkurencje          | Konkurencje          | Konkurencje            | Konkurencje            | Konkurencje         | Konkurencje         | Konkurencje | Konkurencje | Konkurencje        | Konkurencje        |
| Zawodnik               | Wielobój indywidualnie | Wielobój indywidualnie | Ćwiczenia wolne | Ćwiczenia wolne | Ćwiczenia na koniu z łękami | Ćwiczenia na koniu z łękami | Ćwiczenia na kółkach | Ćwiczenia na kółkach | Ćwiczenia na poręczach | Ćwiczenia na poręczach | Ćwiczenia na drążku | Ćwiczenia na drążku | Skoki       | Skoki       | Wielobój drużynowy | Wielobój drużynowy |
| Zawodnik               | Wynik                  | Pozycja                | Wynik           | Pozycja         | Wynik                       | Pozycja                     | Wynik                | Pozycja              | Wynik                  | Pozycja                | Wynik               | Pozycja             | Wynik       | Pozycja     | Wynik              | Pozycja            |
| ---------------------- | ---------------------- | ---------------------- | --------------- | --------------- | --------------------------- | --------------------------- | -------------------- | -------------------- | ---------------------- | ---------------------- | ------------------- | ------------------- | ----------- | ----------- | ------------------ | ------------------ |
| Flavius Koczi          | 85,865                 | 25.                    | 15,100          | 7.              | 13,400                      | 46.                         | 14,600               | 33.                  | 13,500                 | 62.                    | 12,633              | 66.                 | 15,633      | 7.          | 262,567            | 10.                |
| Cristian Ioan Bățagă   |                        |                        | 14,666          | 29.             | 12,700                      | 55.                         | 14,833               | 27.                  |                        |                        |                     |                     |             |             | 262,567            | 10.                |
| Marius Daniel Berbecar |                        |                        |                 |                 | 12,733                      | 54.                         | 14,466               | 38.                  | 15,233                 | 16.                    | 13,700              | 51.                 |             |             | 262,567            | 10.                |
| Ovidiu Buidoso         |                        |                        | 14,366          | 42.             | 13,766                      | 36.                         |                      |                      | 14,733                 | 28.                    | 14,066              | 40.                 |             |             | 262,567            | 10.                |
| Vlad Bogdan Cotuna     |                        |                        | 15,016          | 22.             |                             |                             | 14,400               | 41.                  | 14,866                 | 25.                    | 13,491              | 58.                 |             |             | 262,567            | 10.                |

Kobiety
| Zawodniczka     | Wynik                  | Wynik                  | Wynik           | Wynik           | Wynik                  | Wynik                  | Wynik                   | Wynik                   | Wynik  | Wynik   | Wynik              | Wynik              |
| Zawodniczka     | Wielobój indywidualnie | Wielobój indywidualnie | Ćwiczenia wolne | Ćwiczenia wolne | Ćwiczenia na poręczach | Ćwiczenia na poręczach | Ćwiczenia na równoważni | Ćwiczenia na równoważni | Skoki  | Skoki   | Wielobój drużynowy | Wielobój drużynowy |
| Zawodniczka     | Wynik                  | Pozycja                | Wynik           | Pozycja         | Wynik                  | Pozycja                | Wynik                   | Pozycja                 | Wynik  | Pozycja | Wynik              | Pozycja            |
| --------------- | ---------------------- | ---------------------- | --------------- | --------------- | ---------------------- | ---------------------- | ----------------------- | ----------------------- | ------ | ------- | ------------------ | ------------------ |
| Cătălina Ponor  |                        |                        | 15,200          | srebro          |                        |                        | 15,066                  | 4.                      |        |         | 176,414            | brąz               |
| Larisa Iordache | 57,800                 | 9.                     | 13,800          | 32.             | 14,100                 | 26.                    | 14,200                  | 6.                      |        |         | 176,414            | brąz               |
| Diana Bulimar   |                        |                        |                 |                 | 14,000                 | 30.                    | 14,866                  | 10.                     |        |         | 176,414            | brąz               |
| Sandra Izbașa   | 58,833                 | 5.                     | 13,333          | 8.              | 12,366                 | 67.                    | 14,600                  | 14.                     | 15,191 | złoto   | 176,414            | brąz               |
| Diana Chelaru   |                        |                        | 14,333          | 10.             | 13,733                 | 34.                    |                         |                         |        |         | 176,414            | brąz               |

### Judo
Mężczyźni
| Zawodnik          | Konkurencja | 1/32             | 1/16                             | 1/8                          | Ćwierćfinał      | Półfinał         | Pierwsza runda repasaży | Półfinał repasaży | Finał            | Finał   |
| Zawodnik          | Konkurencja | Przeciwnik Wynik | Przeciwnik Wynik                 | Przeciwnik Wynik             | Przeciwnik Wynik | Przeciwnik Wynik | Przeciwnik Wynik        | Przeciwnik Wynik  | Przeciwnik Wynik | Pozycja |
| ----------------- | ----------- | ---------------- | -------------------------------- | ---------------------------- | ---------------- | ---------------- | ----------------------- | ----------------- | ---------------- | ------- |
| Dan Fâșie         | −66 kg      |                  | David Larose P 0000 – 0100       | → Nie awansował              | → Nie awansował  | → Nie awansował  | → Nie awansował         | → Nie awansował   | → Nie awansował  | 17.     |
| Daniel Brata      | −100 kg     |                  | Lewan Żorżoliani P 0013 – 0102   | → Nie awansował              | → Nie awansował  | → Nie awansował  | → Nie awansował         | → Nie awansował   | → Nie awansował  | 17.     |
| Vlăduț Simionescu | +100 kg     |                  | Iurii Krakovetskii W 1001 – 0001 | Andreas Tölzer P 0000 – 1000 | → Nie awansował  | → Nie awansował  | → Nie awansował         | → Nie awansował   | → Nie awansował  | 9.      |

Kobiety
| Zawodniczka             | Konkurencja | 1/16                        | 1/8                                  | Ćwierćfinał                        | Półfinał                    | Pierwsza runda repasaży | Półfinał repasaży   | Finał                         | Finał   |
| Zawodniczka             | Konkurencja | Przeciwniczka Wynik         | Przeciwniczka Wynik                  | Przeciwniczka Wynik                | Przeciwniczka Wynik         | Przeciwniczka Wynik     | Przeciwniczka Wynik | Przeciwniczka Wynik           | Pozycja |
| ----------------------- | ----------- | --------------------------- | ------------------------------------ | ---------------------------------- | --------------------------- | ----------------------- | ------------------- | ----------------------------- | ------- |
| Alina Alexandra Dumitru | 48 kg       |                             | Dayaris Mestre Álvarez W 1000 – 0000 | Urantsetseg Munkhbat W 0112 – 0011 | Tomoko Fukumi W 0102 – 0011 |                         |                     | Sarah Menezes P 0001 – 0011   | srebro  |
| Andreea Chițu           | 52 kg       | Soraya Haddad W 0100 – 0000 | Ilse Heylen P 0000 – 0010            | → Nie awansowała                   | → Nie awansowała            | → Nie awansowała        | → Nie awansowała    | → Nie awansowała              | 9.      |
| Corina Caprioriu        | 57 kg       | Wang Hui W 0102 – 0000      | Sally Raguib W 0100 – 0000           | Hedvig Karakas W 0000 – 0000       | Marti Malloy W 1001 – 0001  |                         |                     | Kaori Matsumoto P 1000 – 000H | srebro  |

### Kajakarstwo
Mężczyźni
| Zawodnik                                               | Konkurencja | Eliminacje | Eliminacje | Półfinały | Półfinały | Finał A/B | Finał A/B | Pozycja |
| Zawodnik                                               | Konkurencja | Czas       | Pozycja    | Czas      | Pozycja   | Czas      | Pozycja   | Pozycja |
| ------------------------------------------------------ | ----------- | ---------- | ---------- | --------- | --------- | --------- | --------- | ------- |
| Ionuț Mitrea Bogdan Mada                               | K-2 200m    | 33,978     | 5.         | 34,253    | 5.        | 46,495    | 5. (B)    | 13.     |
| Iosif Chirilă                                          | C-1 1000m   | 4:05,863   | 1.         | 4:07,794  | 6.        | 3:59,730  | 3. (B)    | 11.     |
| Alexandru Dumitrescu Victor Mihalachi                  | C-2 1000m   | 3:43,787   | 4.         | 3:36,551  | 3.        | 3:43,005  | 7. (A)    | 7.      |
| Traian Neagu Toni Ioneticu Ștefan Vasile Ionel Gavrilă | K-4 1000m   | 3:12,371   | 4.         | 2:55,027  | 5.        | 2:58,223  | 8. (A)    | 8.      |

Kobiety
| Zawodniczka                | Konkurencja | Eliminacje | Eliminacje | Półfinały | Półfinały | Finał    | Finał   | Pozycja |
| Zawodniczka                | Konkurencja | Czas       | Pozycja    | Czas      | Pozycja   | Czas     | Pozycja | Pozycja |
| -------------------------- | ----------- | ---------- | ---------- | --------- | --------- | -------- | ------- | ------- |
| Iuliana Paleu Irina Lauric | K-2 500m    | 1:46,001   | 3.         | 1:49,216  | 8.        | 1:52,468 | 8. (B)  | 16.     |

### Kolarstwo

#### Kolarstwo szosowe
| Zawodnik       | Konkurencja                    | Czas                 | Pozycja              |
| -------------- | ------------------------------ | -------------------- | -------------------- |
| Andrei Nechita | wyścig ze startu wspólnego (m) | Nie ukończył wyścigu | Nie ukończył wyścigu |

### Lekkoatletyka
Mężczyźni
Konkurencje biegowe
| Zawodnik        | Konkurencja   | Eliminacje | Eliminacje | Półfinał | Półfinał | Finał   | Finał   |
| Zawodnik        | Konkurencja   | Wynik      | Miejsce    | Wynik    | Miejsce  | Wynik   | Miejsce |
| --------------- | ------------- | ---------- | ---------- | -------- | -------- | ------- | ------- |
| Marius Ionescu  | maraton       |            |            |          |          | 2:16:28 | 26.     |
| Marius Cocioran | chód na 50 km |            |            |          |          | 3:57:33 | 39.     |

Kobiety
Konkurencje biegowe
| Zawodniczka            | Konkurencja           | 1 Runda  | 1 Runda | Półfinał         | Półfinał         | Finał            | Finał            |
| Zawodniczka            | Konkurencja           | Wynik    | Miejsce | Wynik            | Miejsce          | Wynik            | Miejsce          |
| ---------------------- | --------------------- | -------- | ------- | ---------------- | ---------------- | ---------------- | ---------------- |
| Andreea Ogrăzeanu      | 100 m                 | 11,44    | 5.      | → Nie awansowała | → Nie awansowała | → Nie awansowała | → Nie awansowała |
| Andreea Ogrăzeanu      | 200 m                 | 23,46    | 6.      | → Nie awansowała | → Nie awansowała | → Nie awansowała | → Nie awansowała |
| Bianca Răzor           | 400 m                 | 52,83    | 5.      | → Nie awansowała | → Nie awansowała | → Nie awansowała | → Nie awansowała |
| Elena Mirela Lavric    | 800 m                 | 2:01,65  | 4.      | 2:00,46          | 7.               | → Nie awansowała | → Nie awansowała |
| Roxana Elisabeta Birca | 5000 m                | 16:01,04 | 18.     |                  |                  | → Nie awansowała | → Nie awansowała |
| Lidia Șimon            | maraton               |          |         |                  |                  | 2:32:46          | 45.              |
| Constantina Tomescu    | maraton               |          |         |                  |                  | 2:41:34          | 86.              |
| Angela Moroşanu        | 400 m przez płotki    | 56,64    | 5.      | → Nie awansowała | → Nie awansowała | → Nie awansowała | → Nie awansowała |
| Ancuța Bobocel         | 3000 m z przeszkodami | 9:31,06  | 6.      |                  |                  | → Nie awansowała | → Nie awansowała |
| Cristina Casandra      | 3000 m z przeszkodami | 9:58,83  | 13.     |                  |                  | → Nie awansowała | → Nie awansowała |
| Claudia Ștef           | chód 20 km            |          |         |                  |                  | 1:33:56          | 38.              |

Konkurencje techniczne
| Zawodniczka    | Konkurencja  | Kwalifikacje | Kwalifikacje | Finał            | Finał            |
| Zawodniczka    | Konkurencja  | Wynik        | Miejsce      | Wynik            | Miejsce          |
| -------------- | ------------ | ------------ | ------------ | ---------------- | ---------------- |
| Esthera Petre  | skok wzwyż   | 1,85         | 20.          | → Nie awansowała | → Nie awansowała |
| Bianca Perie   | rzut młotem  | 68,34        | 22.          | → Nie awansowała | → Nie awansowała |
| Nicoleta Grasu | rzut dyskiem | 61,86        | 14.          | → Nie awansowała | → Nie awansowała |
| Viorica Țigău  | skok w dal   | 6,21         | 24.          | → Nie awansowała | → Nie awansowała |
| Cristina Bujin | trójskok     | X            | NM           | → Nie awansowała | → Nie awansowała |

### Piłka wodna
Turniej mężczyzn
- Reprezentacja mężczyzn

Reprezentacja Rumunii brała udział w rozgrywkach grupy B turnieju olimpijskiego zajmując w niej piąte miejsce i nie awansując do ćwierćfinału. Ostatecznie zespół Rumunii został sklasyfikowany na 11. miejscu.
| - Cosmin Radu - Tiberiu Negrean - Nicolae Diaconu - Andrei Iosep - Andrei Bușilă - Alexandru Matei-Guiman |  | - Mihnea Chioveanu - Dimitri Goanță - Ramiro Georgescu - Alexandru Ghiban - Kalman Kadar - Mihai Drăgușin |

Grupa B
| Drużyna           | M | W | R | P | G+ | G- | G=  | Pkt |
| ----------------- | - | - | - | - | -- | -- | --- | --- |
| Serbia            | 5 | 4 | 1 | 0 | 69 | 38 | 31  | 9   |
| Czarnogóra        | 5 | 3 | 1 | 1 | 54 | 41 | 13  | 7   |
| Węgry             | 5 | 3 | 0 | 2 | 65 | 52 | 13  | 6   |
| Stany Zjednoczone | 5 | 3 | 0 | 2 | 43 | 44 | −1  | 6   |
| Rumunia           | 5 | 1 | 0 | 4 | 48 | 55 | −7  | 2   |
| Wielka Brytania   | 5 | 0 | 0 | 5 | 28 | 78 | −50 | 0   |

#### Rozgrywki grupowe
29 lipca 2012
| Rumunia | 13:4 | Wielka Brytania |

31 lipca 2012
| Stany Zjednoczone | 10:8 | Rumunia |

2 sierpnia 2012
| Rumunia | 15:17 | Węgry |

4 sierpnia 2012
| Czarnogóra | 12:8 | Rumunia |

6 sierpnia 2012
| Rumunia | 4:12 | Serbia |

### Pływanie
Mężczyźni
| Zawodnik          | Konkurencja     | Eliminacje | Eliminacje | Półfinał        | Półfinał        | Finał           | Finał           |
| Zawodnik          | Konkurencja     | Czas       | Miejsce    | Czas            | Miejsce         | Czas            | Miejsce         |
| ----------------- | --------------- | ---------- | ---------- | --------------- | --------------- | --------------- | --------------- |
| Norbert Trandafir | 50m dowolnym    | 22,22      | 5.         | 22,30           | 16.             | → Nie awansował | → Nie awansował |
| Norbert Trandafir | 100m dowolnym   | 49,02      | 17.        | → Nie awansował | → Nie awansował | → Nie awansował | → Nie awansował |
| Dragoș Agache     | 100m klasycznym | 1:02,93    | 37.        | → Nie awansował | → Nie awansował | → Nie awansował | → Nie awansował |
| Alexandru Coci    | 200m motylkowym | 1:59,67    | 29.        | → Nie awansował | → Nie awansował | → Nie awansował | → Nie awansował |

Kobiety
| Zawodniczka   | Konkurencja   | Eliminacje | Eliminacje | Półfinał         | Półfinał         | Finał            | Finał            |
| Zawodniczka   | Konkurencja   | Czas       | Miejsce    | Czas             | Miejsce          | Czas             | Miejsce          |
| ------------- | ------------- | ---------- | ---------- | ---------------- | ---------------- | ---------------- | ---------------- |
| Camelia Potec | 200m dowolnym | 2:01,15    | 25.        | → Nie awansowała | → Nie awansowała | → Nie awansowała | → Nie awansowała |
| Camelia Potec | 400m dowolnym | 4:11,43    | 20.        |                  |                  | → Nie awansowała | → Nie awansowała |
| Camelia Potec | 800m dowolnym | 8:38,44    | 23.        |                  |                  | → Nie awansowała | → Nie awansowała |

### Podnoszenie ciężarów
Mężczyźni
| Zawodnik                 | Konkurencja | Rwanie | Rwanie               | Podrzut              | Podrzut              | Razem                | Pozycja              |
| Zawodnik                 | Konkurencja | Wynik  | Pozycja              | Wynik                | Pozycja              | Razem                | Pozycja              |
| ------------------------ | ----------- | ------ | -------------------- | -------------------- | -------------------- | -------------------- | -------------------- |
| Florin Croitoru          | −56 kg      | 121 kg | 6.                   | 147 kg               | 9.                   | 268 kg               | 9.                   |
| Răzvan Constantin Martin | −69 kg      | 152 kg | 2.                   | 180 kg               | 4.                   | 332 kg               | brąz                 |
| Gabriel Sîncrăian        | −85 kg      | 167 kg | → Nie sklasyfikowany | → Nie sklasyfikowany | → Nie sklasyfikowany | → Nie sklasyfikowany | → Nie sklasyfikowany |

Kobiety
| Zawodniczka  | Konkurencja | Rwanie | Rwanie  | Podrzut | Podrzut | Razem  | Pozycja |
| Zawodniczka  | Konkurencja | Wynik  | Pozycja | Wynik   | Pozycja | Razem  | Pozycja |
| ------------ | ----------- | ------ | ------- | ------- | ------- | ------ | ------- |
| Roxana Cocoș | −69 kg      | 113 kg | 4.      | 143 kg  | 2.      | 256 kg | srebro  |

### Strzelectwo
Mężczyźni
| Zawodnik               | Konkurencja | Kwalifikacje | Kwalifikacje | Finał | Finał   |
| Zawodnik               | Konkurencja | Wynik        | Pozycja      | Wynik | Pozycja |
| ---------------------- | ----------- | ------------ | ------------ | ----- | ------- |
| Alin George Moldoveanu | Kpn 60      | 599          | 2.           | 702,1 | złoto   |

Kobiety
| Zawodnik                | Konkurencja | Kwalifikacje | Kwalifikacje | Finał            | Finał            |
| Zawodnik                | Konkurencja | Wynik        | Pozycja      | Wynik            | Pozycja          |
| ----------------------- | ----------- | ------------ | ------------ | ---------------- | ---------------- |
| Lucia Liliana Mihalache | skeet       | 65           | 12.          | → Nie awansowała | → Nie awansowała |

### Szermierka
Kobiety
| Zawodnik                                                  | Konkurencja          | 1/32             | 1/16                 | 1/8                         | Ćwierćfinały             | Półfinały        | Miejsca 5-8.     | Mecz o 5. miejsce | Finał            | Finał   |
| Zawodnik                                                  | Konkurencja          | Przeciwnik Wynik | Przeciwnik Wynik     | Przeciwnik Wynik            | Przeciwnik Wynik         | Przeciwnik Wynik | Przeciwnik Wynik | Przeciwnik Wynik  | Przeciwnik Wynik | Pozycja |
| --------------------------------------------------------- | -------------------- | ---------------- | -------------------- | --------------------------- | ------------------------ | ---------------- | ---------------- | ----------------- | ---------------- | ------- |
| Bianca Pascu                                              | szabla indywidualnie |                  | Zhu Min 10-15        | → Nie awansowała            | → Nie awansowała         | → Nie awansowała |                  |                   | → Nie awansowała | 17.     |
| Ana Maria Brânză                                          | szpada indywidualnie |                  | Hsu Jo-ting 15-8     | Jana Szemiakina 13-14       | → Nie awansowała         | → Nie awansowała |                  |                   | → Nie awansowała | 9.      |
| Simona Gherman                                            | szpada indywidualnie |                  | Corinna Lawrene 15-9 | Laura Flessel-Colovic 15-13 | Jana Szemiakina 14-15    | → Nie awansowała |                  |                   | → Nie awansowała | 5.      |
| Anca Măroiu                                               | szpada indywidualnie |                  | Ołena Krywycka 15-10 | Anna Siwkowa 15-11          | Shin A-lam 14-15         | → Nie awansowała |                  |                   | → Nie awansowała | 5.      |
| Ana Maria Brânză Simona Gherman Anca Măroiu Loredana Dinu | szpada drużynowo     |                  |                      |                             | Korea Południowa · 38-45 | → Nie awansowały | Włochy · 45-38   | Niemcy · 36-45    | → Nie awansowały | 6.      |

Mężczyźni
| Zawodnik                                                               | Konkurencja          | 1/32                      | 1/16                     | 1/8                       | Ćwierćfinały      | Półfinały             | Miejsca 5-8.     | Mecz o 5. miejsce | Finał                    | Finał   |
| Zawodnik                                                               | Konkurencja          | Przeciwnik Wynik          | Przeciwnik Wynik         | Przeciwnik Wynik          | Przeciwnik Wynik  | Przeciwnik Wynik      | Przeciwnik Wynik | Przeciwnik Wynik  | Przeciwnik Wynik         | Pozycja |
| ---------------------------------------------------------------------- | -------------------- | ------------------------- | ------------------------ | ------------------------- | ----------------- | --------------------- | ---------------- | ----------------- | ------------------------ | ------- |
| Radu Dărăban                                                           | floret indywidualnie | Choi Nicholas Edward 15-8 | Valerio Aspromonte 11-15 | → Nie awansował           | → Nie awansował   | → Nie awansował       |                  |                   | → Nie awansował          | 17.     |
| Tiberiu Dolniceanu                                                     | szabla indywidualnie |                           | Daryl Homer 11-15        | → Nie awansował           | → Nie awansował   | → Nie awansował       |                  |                   | → Nie awansował          | 17.     |
| Rareș Dumitrescu                                                       | szabla indywidualnie |                           | Dmytro Bojko 15-12       | Alaksandr Bujkiewicz 15-6 | Daryl Homer 15-13 | Diego Occhiuzzi 11-15 |                  |                   | Nikołaj Kowalow 10-15    | 4.      |
| Florin Zalomir                                                         | szabla indywidualnie | Mojtaba Abedini 15-7      | Gu Bon-gil 12-15         | → Nie awansował           | → Nie awansował   | → Nie awansował       |                  |                   | → Nie awansował          | 17.     |
| Tiberiu Dolniceanu Rareș Dumitrescu Alexandru Sirițeanu Florin Zalomir | szabla drużynowo     |                           |                          |                           | Chiny · 45-30     | Rosja · 45-43         |                  |                   | Korea Południowa · 26-45 | srebro  |

### Tenis stołowy
| Zawodnik         | Konkurencja        | Eliminacje       | Runda 1          | Runda 2                                                       | Runda 3                                          | 1/8 finału                                      | Ćwierćfinały                                | Półfinały        | Finał            | Finał   |
| Zawodnik         | Konkurencja        | Przeciwnik Wynik | Przeciwnik Wynik | Przeciwnik Wynik                                              | Przeciwnik Wynik                                 | Przeciwnik Wynik                                | Przeciwnik Wynik                            | Przeciwnik Wynik | Przeciwnik Wynik | Pozycja |
| ---------------- | ------------------ | ---------------- | ---------------- | ------------------------------------------------------------- | ------------------------------------------------ | ----------------------------------------------- | ------------------------------------------- | ---------------- | ---------------- | ------- |
| Adrian Crișan    | gra pojedyncza (m) |                  |                  |                                                               | He Zhiwen 4-2 5:11, 11:8, 11:5, 9:11, 11:8, 11:9 | Timo Boll 4-1 11:9, 8:11, 15:13, 12:10, 11:6    | Chuang Chih-yuan 0-4 3:11, 4:11, 4:11, 5:11 | → Nie awansował  | → Nie awansował  | 5.      |
| Elizabeta Samara | gra pojedyncza (k) |                  |                  | Dina Meshref 4-1 7:11, 11:7, 13:11, 11:6, 11:8                | Tie Yana 4-2 11:9, 11:9, 11:8, 6:11, 5:11, 11:8  | Li Jiao 2-4 5:11, 11:8, 11:13, 11:6, 9:11, 7:11 | → Nie awansowała                            | → Nie awansowała | → Nie awansowała | 9.      |
| Daniela Dodean   | gra pojedyncza (k) |                  |                  | Tetiana Bilienko 4-3 7:11, 8:11, 11:5, 5:11, 11:7, 11:9, 11:2 | Ding Ning 0-4 4:11, 3:11, 9:11, 6:11             | → Nie awansowała                                | → Nie awansowała                            | → Nie awansowała | → Nie awansowała | 17.     |

### Tenis ziemny
Kobiety
| Zawodnik                    | Konkurencja | 1/32                             | 1/16                                    | 1/8              | Ćwierćfinały     | Półfinały        | Finał            | Finał          |
| Zawodnik                    | Konkurencja | Przeciwnik Wynik                 | Przeciwnik Wynik                        | Przeciwnik Wynik | Przeciwnik Wynik | Przeciwnik Wynik | Przeciwnik Wynik | Pozycja        |
| --------------------------- | ----------- | -------------------------------- | --------------------------------------- | ---------------- | ---------------- | ---------------- | ---------------- | -------------- |
| Irina-Camelia Begu          | singel      | Wiktoryja Azaranka 1:6, 6:3, 1:6 | → Nie awansowała                        | → Nie awansowała | → Nie awansowała | → Nie awansowała | → Nie awansowała | Miejsca 33-64. |
| Sorana Cîrstea              | singel      | Flavia Pennetta 2:6, 6:4, 2:6    | → Nie awansowała                        | → Nie awansowała | → Nie awansowała | → Nie awansowała | → Nie awansowała | Miejsca 33-64. |
| Simona Halep                | singel      | Jarosława Szwiedowa 4:6, 2:6     | → Nie awansowała                        | → Nie awansowała | → Nie awansowała | → Nie awansowała | → Nie awansowała | Miejsca 33-64. |
| Sorana Cîrstea Simona Halep | debel       |                                  | Serena Williams Venus Williams 3:6, 2:6 | → Nie awansowały | → Nie awansowały | → Nie awansowały | → Nie awansowały | Miejsca 17-31. |

Mężczyźni
| Zawodnik                 | Konkurencja | 1/32                   | 1/16                                     | 1/8              | Ćwierćfinały     | Półfinały        | Finał            | Finał          |
| Zawodnik                 | Konkurencja | Przeciwnik Wynik       | Przeciwnik Wynik                         | Przeciwnik Wynik | Przeciwnik Wynik | Przeciwnik Wynik | Przeciwnik Wynik | Pozycja        |
| ------------------------ | ----------- | ---------------------- | ---------------------------------------- | ---------------- | ---------------- | ---------------- | ---------------- | -------------- |
| Adrian Ungur             | singel      | Gilles Müller 3:6, 3:6 | → Nie awansował                          | → Nie awansował  | → Nie awansował  | → Nie awansował  | → Nie awansował  | Miejsca 33-64. |
| Horia Tecău Adrian Ungur | debel       |                        | Daniel Nestor Vasek Pospisil 3:6, 6:7(9) | → Nie awansowali | → Nie awansowali | → Nie awansowali | → Nie awansowali | Miejsca 17-32. |

### Wioślarstwo
Mężczyźni
| Zawodnik                                                                    | Konkurencja | Eliminacje | Eliminacje | Repesaż | Repesaż | Półfinały A/B | Półfinały A/B | Finał A/B | Finał A/B | Miejsce |
| Zawodnik                                                                    | Konkurencja | Czas       | M.         | Czas    | M.      | Czas          | M.            | Czas      | M.        | Miejsce |
| --------------------------------------------------------------------------- | ----------- | ---------- | ---------- | ------- | ------- | ------------- | ------------- | --------- | --------- | ------- |
| Marius-Vasile Cozmiuc Florin Curuea Alexandru Palamariu Cristi Ilie Pîrghie | M4-         | 5:52,97    | 2.         |         |         | 6:12,74       | 6.            | 6:16,20   | 6.(B)     | 12.     |

Kobiety
| Zawodnik | Konkurencja | Eliminacje | Eliminacje | Repesaż | Repesaż | Finał A/B | Finał A/B | Miejsce |
| Zawodnik | Konkurencja | Czas       | M.         | Czas    | M.      | Czas      | M.        | Miejsce |
| --- | ----------- | ---------- | ---------- | ------- | ------- | --------- | --------- | ------- |
| Georgeta Damian-Andrunache Viorica Susanu | W2-         | 7:05,39    | 3.         | 7:08,42 | 1.      | 7:37,67   | 5.(A)     | 5.      |
| Roxana Cogianu Nicoleta Albu Cristina Grigoraș Irina Dorneanu Camelia Lupașcu Eniko Barabas Adelina Cojocariu Ioana Papuc-Rotaru Teodora Gîdoiu | W8+         | 6:16,61    | 2.         | 6:16,16 | 2.      | 6:17,64   | 4.A       | 4.      |

### Zapasy
Mężczyźni – styl klasyczny
| Zawodnik             | Konkurencja | Kwalifikacje     | 1/8              | Ćwierćfinał      | Półfinał         | Repesaż 1        | Repesaż 2        | Finał            | Finał   |
| Zawodnik             | Konkurencja | Przeciwnik Wynik | Przeciwnik Wynik | Przeciwnik Wynik | Przeciwnik Wynik | Przeciwnik Wynik | Przeciwnik Wynik | Przeciwnik Wynik | Pozycja |
| -------------------- | ----------- | ---------------- | ---------------- | ---------------- | ---------------- | ---------------- | ---------------- | ---------------- | ------- |
| Alin Alexuc-Ciurariu | −96 kg      | Elis Guri 0-2    | → Nie awansował  | → Nie awansował  | → Nie awansował  | → Nie awansował  | → Nie awansował  | → Nie awansował  | 17.     |

Mężczyźni – styl wolny
| Zawodnik       | Konkurencja | Kwalifikacje     | 1/8                  | Ćwierćfinał      | Półfinał         | Repesaż 1        | Repesaż 2        | Finał            | Finał   |
| Zawodnik       | Konkurencja | Przeciwnik Wynik | Przeciwnik Wynik     | Przeciwnik Wynik | Przeciwnik Wynik | Przeciwnik Wynik | Przeciwnik Wynik | Przeciwnik Wynik | Pozycja |
| -------------- | ----------- | ---------------- | -------------------- | ---------------- | ---------------- | ---------------- | ---------------- | ---------------- | ------- |
| Rareș Chintoan | −120 kg     |                  | Szabanbaj Daulet 5-6 | → Nie awansował  | → Nie awansował  | → Nie awansował  | → Nie awansował  | → Nie awansował  | 10.     |